# 彼得·高若尼茲克
彼得·高若尼茲克（德語：Peter Gojowczyk；1989年7月15日—）是一位德國男子職業網球運動員。他的ATP单打最高世界排名是第39位（2018年6月25日），ATP双打最高世界排名则为第348位（2019年4月1日）。

## 外部連結
- 彼得·高若尼茲克（英文/西班牙文）的官方資料
- 彼得·高若尼茲克的國際網球總會 職業／青少年 官方資料（英文）
- 彼得·高若尼茲克的官方資料（英文）